# Carreg Ddu
Carreg Ddu est un îlot du pays de Galles, située dans le Gwynedd, près de la côte de la péninsule de Llŷn, dans le détroit de Bardsey. Les plongeurs apprécient l'endroit qui présente une riche faune et une géologie attractive.
Les conditions de navigation incitent les navires à la prudence. Le 10 septembre 1858, un bateau de 51 tonnes, le Gleaston heurte le Carreg Ddu et subit des avaries, le courant y étant d'ordinaire très puissant.